# نتيجة منطقية
النتيجة المنطقية أو التالية المنطقية (بالإنجليزية: Logical consequence)، ويسمى أيضا بالاقتضاء أو التضمين أو الاستلزام المنطقي (بالإنجليزية: Logical implication)، هو أحد المفاهيم الأساسية في المنطق، وهو يعبر عن العلاقة بين افتراضات تكون صحيحة عندما تلي كل خطوة التالية بتسلسل منطقي. إن مدى صحّة أي حجة منطقية يكون إذا أمكن وجود تالٍ من المقدمات، وإذا كانت نتائج الحجة هي نتائج فرضيتها. إن التحليل الفلسفي للتوالي المنطقية يتضمن السؤال: ما هو مقدار صواب استنتاج تال من فرضيته؟ وماذا يعني أن يكون الاستنباط تالياً للفرضيات؟.
يمكن القول أن حجج المنطق الفلسفي تعطي أهمية بالغة لطبيعة التضمين أو الاقتضاء وكذلك للحقيقة المنطقية.

## أنواع التضمين
- تضمين مادي وهو واحد أو أكثر من أشكال الروابط المنطقية لافتراضين: {\displaystyle a\rightarrow b}
- تضمين صياغي وهو يعتمد على صياغة الحجة المنطقية، ومثال ذلك: {\displaystyle \bigwedge _{x}(A(x)\rightarrow B(x))} أي : من أجل كل عنصر x: عندما يكون لx الخاصية A باتالي يكون له الخاصية B.